# Дасюэшань
Дасюэша́нь (кит. упр. 大雪山, пиньинь Dàxuěshān, буквально: «большие заснеженные горы») — горный хребет в Китае, в западной части провинции Сычуань.

## География
Горы Дасюэшань являются частью Сино-Тибетских гор, они идут в общем направлении с севера на юг в основном по территории Гардзе-Тибетского автономного округа, их протяжённость составляет несколько сотен километров. Высочайшая вершина — гора Гонгга (7556 м).
Хребет Дасюэшань является естественной границей между засушливым Тибетским нагорьем и влажной Сычуаньской котловиной.
Горы Дасюэшань являются водоразделом между текущей к западу от них рекой Ялунцзян и текущей к востоку от них рекой Дадухэ.

## Галерея

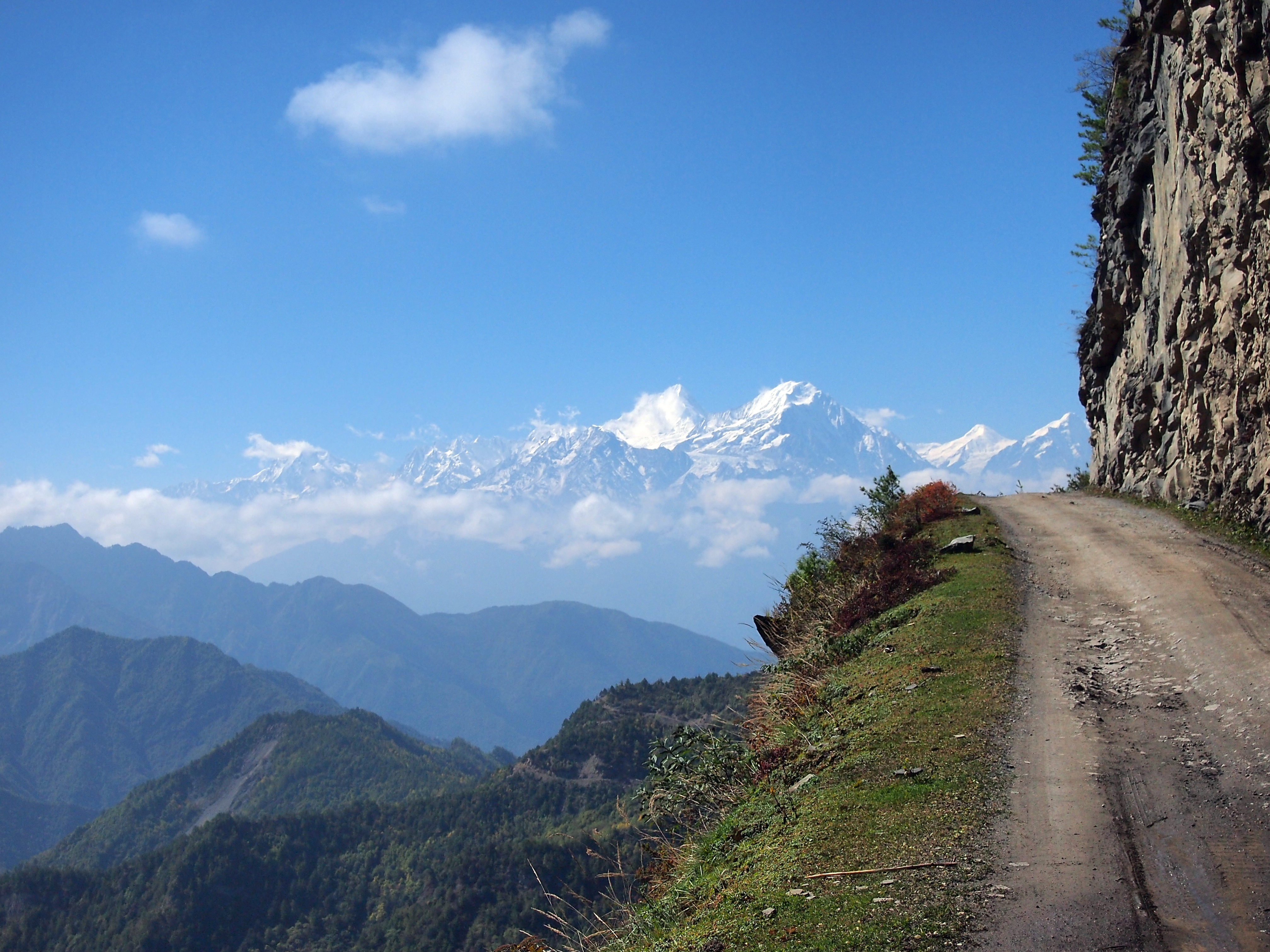
Гунгашань в окружении вершин-шеститысячников
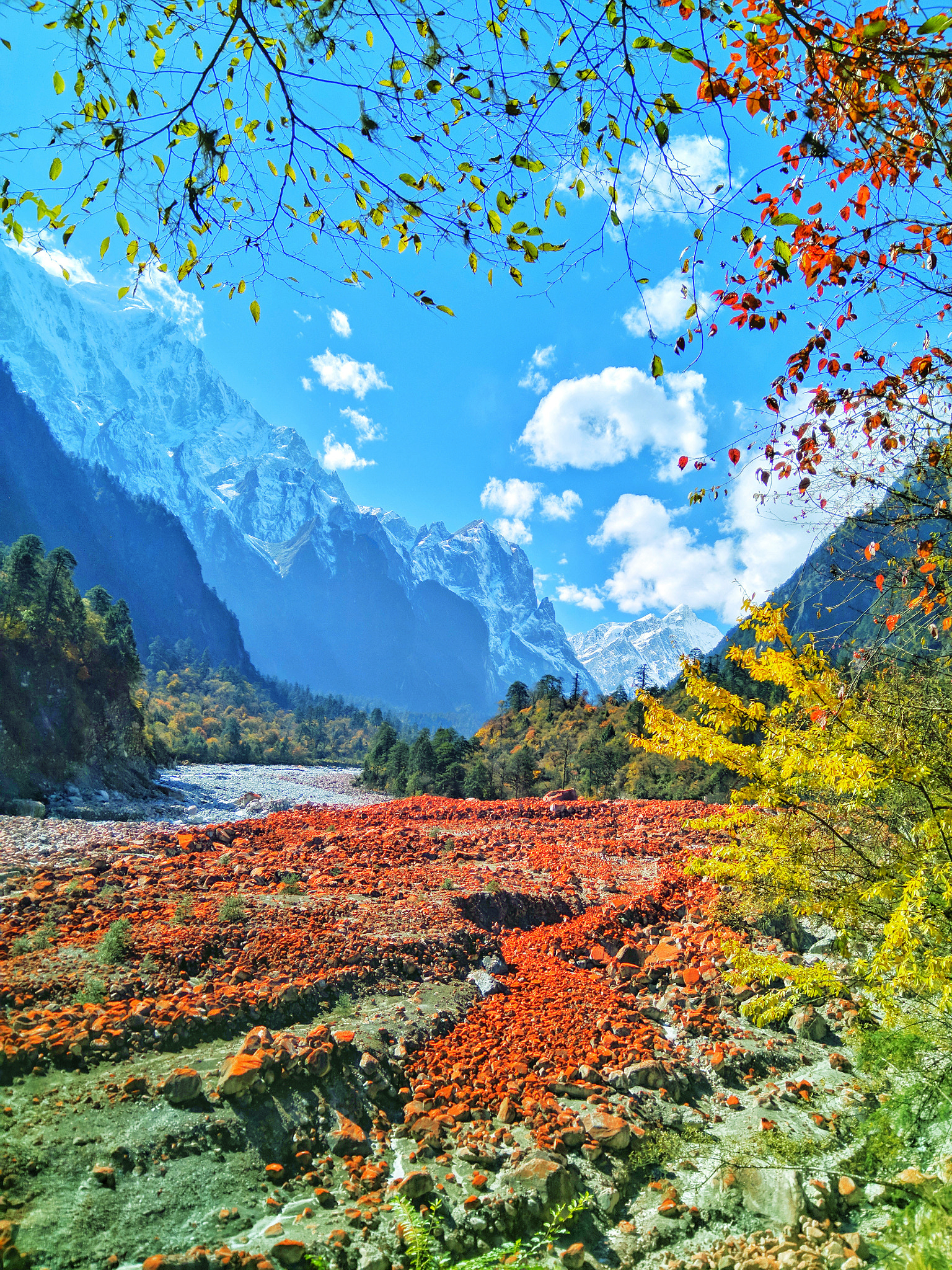
Ущелье внутри хребта
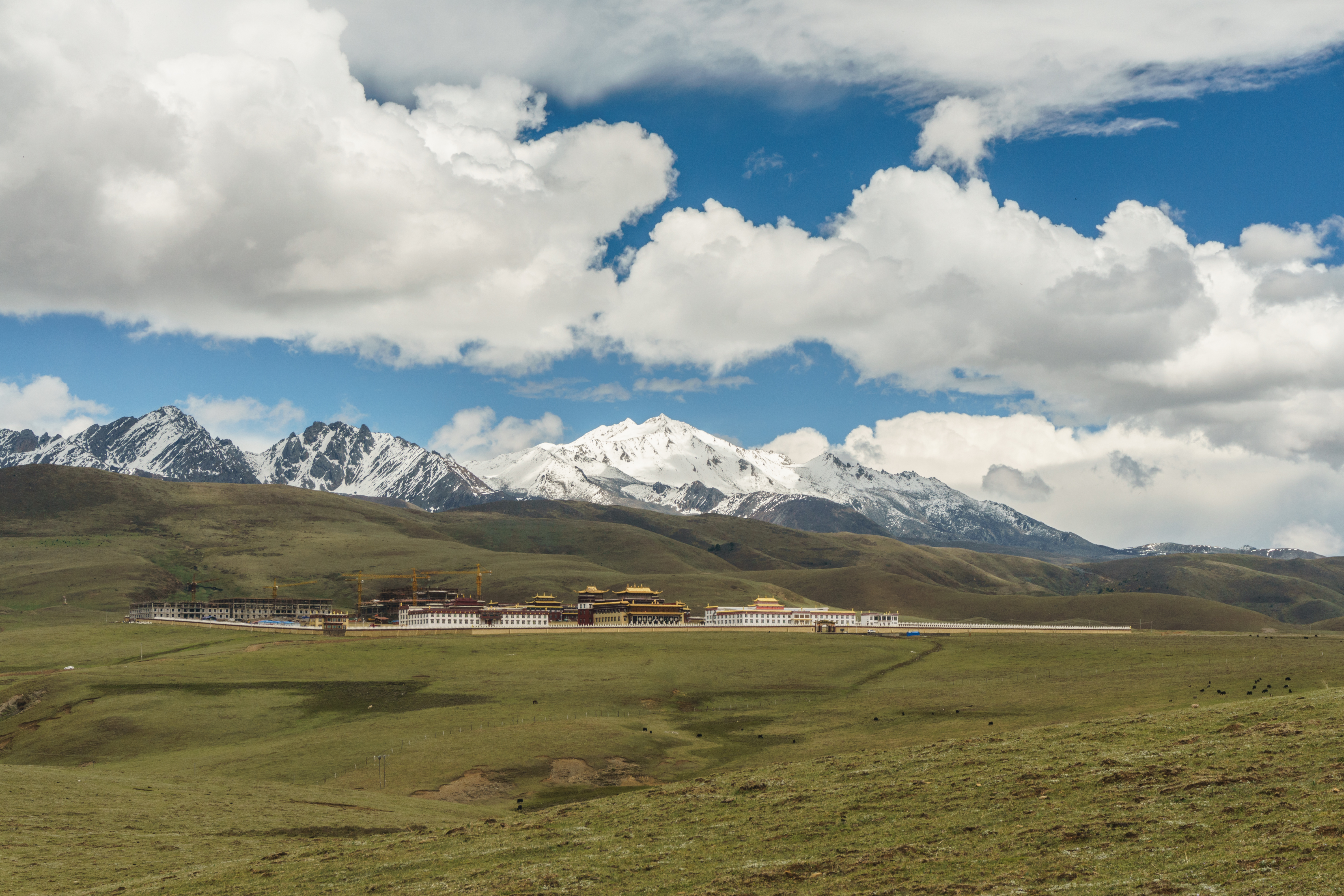
Буддийский монастырь у массива Zhara Lhatse